# Wilder Mann (Johanngeorgenstadt)
Wilder Mann ist ein stillgelegtes Bergwerk am Fastenberg im Bergbaurevier Johanngeorgenstadt im sächsischen Erzgebirge, in dessen Grubenfeld bis in die 1. Hälfte des 20. Jahrhunderts bergmännische Arbeiten erfolgten. Nachdem vorerst der Bergbau auf Silbererze und Schwefelkiese umging, verlagerte sich der Schwerpunkt in den Jahren ab 1855 auf Wismuterze.

## Name
Wilder Mann ist die heutzutage etablierte Bezeichnung, wobei hingegen in den Akten zur Betriebsgeschichte meist Wildermann zu lesen ist. Im Jahr 1870 gibt der Grubenvorstand dieses Bergwerkes nach einigen Missverständnissen offiziell den Namen Wildermann Fundgrube an.

## Geschichte
Die Fundgrube Wildermann wurde am oberen Hinteren Fastenberg in der Nähe der Eibenstocker Straße bei Johanngeorgenstadt 1707 mit einem bei 805 m NN angeschlagenen Stolln gemutet. Im Jahr 1714 wurde sie fündig und lieferte bis 1722 42,6 kg Silber.  Ab 1735 wurde sie gemeinsam mit der benachbarten Grube Grauer Mann betrieben.
Am 8. November 1823 wurden aus wirtschaftlichen Gründen die beiden Bergwerke Weißer Schwan und Wildemann Stolln konsolidiert, im Februar 1852 hingegen Weißer Schwan wieder losgesagt. Ab 1832 wurde der zur Fundgrube gehörende Wildemann Stolln in das Schwefelkieslager Trau und Bau auf Gott getrieben. Zur Aufbereitung der dort geförderten Erze wurde 1853 am Steinbach ein Pochwerk und eine Stoßherdwäsche erbaut.
In den Jahren nach 1860 verbesserten sich die ökonomischen Verhältnisse der Fundgrube durch neuen Aufschluss und Abbau guter Wismuterze im Bereich der ehemaligen Fundgruben Glück und Segen und Erzvater Jacob. In diesen längst verfallenen Grubenfeldern erfolgten neue Strecken- und Stollnauffahrungen in Niveau des Engelschall Stollns, des Erzengel Stollns sowie im Adolphus Stolln. Der Bereich Kaiser Joseph sowie Sophia wurde ebenfalls erkundet.
Nach Abschluss der Arbeiten auf dem Glück und Segen Spat verlagerte sich der Schwerpunkt wieder in die Nähe des ursprünglichen Grubenfeldes. Die heute noch vorhandene Grenzlandbaude markiert in etwa den Bereich, wo der Engelsfreude Morgengang wismuterzführend aufgeschlossen wurde. Der Engelsfreuder Tagesschacht, der dort etwa 85 m nördlich der Eibenstocker Straße stand, wurde hier in altem Abbau bis auf den Stolln Graue Mann mit einer flachen Teufe von ca. 46 m niedergebracht. Auf der Schachthalde stand eine hölzerne Kaue samt Betstube.
Dieser Schacht wurde aufgrund einer akuten Standsicherheitsproblematik im Jahr 1904 abgeworfen. Als Ersatz wurde in ca. 50 m westlicher Entfernung der Neu Engelsfreude Tageschacht geteuft. Den Stolln Graue Mann erreichte man damit im Jahr 1906. Das Niveau Wildemann Stolln wurde im Jahr 1911 bei einer Teufe von ca. 69 m erreicht. Zusätzlich wurde der Schacht noch im selben Jahr von Handhaspel auf maschinelle Förderung umgerüstet. Eingebaut wurde eine durch einen Benzolmotor angetriebene Haspel mit 1000 mm Trommeldurchmesser. Gefördert wurde über ein Holzfördergerüst. Damit konnte man eiserne Fördertonnen von bis zu 500 kg aus einer Teufe von 80 m heben.
Am 13. September 1922 konsolidierte die Fundgrube mit der Gewerkschaft Vereinigt Feld im Fastenberge. Wildermann blieb dann bis ins Jahr 1945 eine Grubenabteilung von Vereinigt Feld im Fastenberge. In dieser Zeit wurden Wismuterze mit einem Metallgehalt von 13 bis 26 % auf dem bis zu 4 m mächtigen Engelsfreudner Morgengang gewonnen.
Auf Anordnung des sächsischen Finanzministeriums begann in Johanngeorgenstadt bei Vereinigt Feld im Fastenberge ab dem 3. Oktober 1933 eine neue Ära in der Geschichte des Grubenbetriebs. Eine der ersten Arbeiten war dabei die Unterfahrung des Neu Engelsfreude Tageschachts auf der Liebe Gottes Stollnsohle. Im Januar 1934 konnte nach Erreichen des Schachtansatzpunktes das Ausschießen des Füllortraumes beginnen. Der Durchschlag in den höher liegenden Wildemann Stolln erfolgte schließlich im Oktober 1934. Ebenso erfolgte im Jahr 1934 der Abbruch der alten Förderanlage. Als Ersatz errichtete die Baufirma Puschmann einen Förderturm aus Ziegelmauerwerk. Der Schacht erhielt eine elektrische Turmfördermaschine mit einem 12-kW-Drehstrommotor.
In diesem Zustand übernahm die Wismut AG im Februar 1948 den Schacht als Schacht 56. Bereits im Jahr 1951 wurde die Förderung eingestellt. Der Förderturm wurde Ende der 1950er Jahre im Rahmen einer GST-Übung gesprengt. Zum heutigen Zeitpunkt erinnert nur noch die stark bewachsene Halde und eine umzäunte Absenkung an das einstige bergbauliche Geschehen.
Das zweite wirtschaftliche Standbein der Fundgrube Wildermann, der Abbau von Schwefelkies, wurde u. a. durch Absatzschwierigkeiten behindert. Im Jahr 1863 wurde der schon längst beabsichtigte Tagesschacht auf dem Gottes Glück Morgengang in Angriff genommen. Der Ansatzpunkt des Gottes Glücker Richtschacht befindet sich ca. 220 m nordöstlich vom Neu Engelsfreude Tageschacht. Dieser Schacht sollte die rentablere Förderung von Schwefelkies aus dem Trau und bau auf Gotter Lager ermöglichen. Der Schacht wurde dann im Jahr 1868 fertiggestellt. Anfangs stand auf der kleinen Halde nur eine hölzerne Kaue. Die Wismut AG übernahm diesen Schacht im Jahr 1948 unter der Nummer 55 und teufte ihn bis zur Liebe Gottes Stollnsohle weiter. Er entwickelte sich zum Hauptförderschacht in diesem kleinen Revier. Über eine Terrakonik wurde eine Spitzkegelhalde aufgeschüttet. Beide Schächte hatten eine gemeinsame Schachtverwaltung, die am 1. Juli 1951 aufgrund mangelnder Perspektiven aufgelöst und damit die Förderung eingestellt wurde.